# Oeno
Oeno è un piccolo atollo corallino facente parte delle isole Pitcairn. Il diametro dell'isola è di circa 5 km e, includendo la laguna interna, l'atollo copre un'area di circa 20 km².
Nel mese di gennaio è meta di breve vacanza per molti degli abitanti di Pitcairn , capoluogo dell'arcipelago.

## Geografia
Due stretti passaggi consentono l'accesso alla laguna centrale dell'atollo che ha una barriera corallina che si sviluppa per circa 4 km di diametro, con l'isola principale sul lato occidentale. L'isola di Oeno, specialmente nella parte meridionale è ricoperta da vegetazione tropicale. In particolare le foglie di pandano vengono raccolte dagli abitanti di Pitcairn. La massima altitudine raggiunta sull'atollo è di 5 m s.l.m.

## Storia
Il capitano James Henderson, che diede il nome all'omonima isola dell'arcipelago, giunse anche su Oeno ma quest'isola fu battezzata in questo modo da una baleniera statunitense nel 1824. Nel 1893 il Bowden fece naufragio al largo di Oeno. L'equipaggio riuscì a raggiungere Pitcairn con la scialuppa di salvataggio e gli abitanti di Pitcairn organizzarono quattro spedizioni per recuperare il carico della nave. Durante una di queste spedizioni un uomo contrasse il tifo dall'acqua stagnante dentro la nave allagata, provocando, al suo ritorno, un'epidemia che causò la morte di 13 persone. L'atollo è stato annesso all'Impero Britannico nel 1902 e nel 1938 è stata posta sotto l'amministrazione di Pitcairn.